# Tania Elósegui
Tania Elósegui Mayor (San Sebastián, 13 de diciembre de 1981) es una golfista profesional de España. 
Elósegui nació en San Sebastián, España. Empezó a jugar al golf a los 9 años, y tuvo una exitosa carrera amateur antes de convertirse en profesional.
Como aficionada, Elósegui ganó una medalla de bronce en el Campeonato Mundial Amateur de 2002 en Malasia. También ganó dos medallas de oro en los Campeonatos de Europa por equipos y dos en los campeonatos juveniles con medalla de plata. Se hizo profesional en 2005.
Después de empezar a jugar en el Circuito Europeo Femenino en 2005, Elósegui no encontraría mucho éxito hasta 2009, cuando consiguió una victoria en el ABN AMRO del Circuito Europeo Femenino y terminó entre las 10 primeras en todas las pruebas que disputó, siendo su peor resultado el 10º. Gracias a su regularidad en 2009, Elósegui se ganó un puesto en el equipo europeo de la Solheim Cup 2009. 

## Victorias profesionales (1)

### Circuito Europeo Femenino (1)
| Núm. | Fecha      | Torneo                             | Puntuación ganadora | A par | Marginof Victoria | Subcampeón | La participación del ganador (€) |
| ---- | ---------- | ---------------------------------- | ------------------- | ----- | ----------------- | ---------- | -------------------------------- |
| 1    | 7 Jun 2009 | ABN AMRO Circuito Europeo Femenino | 70-68-69=207        | −9    | 1 golpe           | Diana Luna | 37,500                           |

## Apariciones en equipo
Amateur
- Campeonato Europeo Femenino por Equipos (en representación de España): 1999, 2001, 2003 (ganadoras), 2005 (ganadoras)
- Trofeo Espirito Santo (en representación de España): 2000, 2002

Profesional
- Copa Solheim (en representación de Europa): 2009
- Copa del Mundo (representando a España): 2007, 2008

### Récord de la Copa Solheim
| Año     | Totalmatches | TotalW-L-H | SinglesW-L-H                    | FoursomesW-L-H | FourballsW-L-H                                                   | Pointswon | Puntos% |
| ------- | ------------ | ---------- | ------------------------------- | -------------- | ---------------------------------------------------------------- | --------- | ------- |
| Carrera | 3            | 1-2-0      | 0-1-0                           | 0-0-0          | 1-1-0                                                            | 1         | 33.33%  |
| 2009    | 3            | 1-2-0      | 0-1-0 perdido a C. Kim 2 arriba | 0-0-0          | 1-1-0 ganó w/H. Alfredsson 1 arriba, perdido w/H. Alfredsson 5&4 | 1         | 33.33%  |